# Stańków (Polska)
Stańków – wieś w Polsce położona w województwie lubelskim, w powiecie chełmskim, w gminie Chełm.
W latach 1975–1998 miejscowość administracyjnie należała do województwa chełmskiego. 
Wieś stanowi sołectwo gminy Chełm. Według Narodowego Spisu Powszechnego (III 2011 r.) liczyła 292 mieszkańców i była siedemnastą co do wielkości miejscowością gminy Chełm.
W pobliżu Stańkowa, znajduje się zbiornik retencyjny o powierzchni około 43 ha. Jest to ostoja wielu chronionych gatunków ptaków, zwłaszcza mew, rybitw, dzikich kaczek. W szuwarach porastających brzegowe partie zbiornika znalazł schronienie niezwykle rzadki i zagrożony wyginięciem  ptak bąk. Największą osobliwością faunistycznej okolicy jest niewątpliwie wymierający w skali kraju żółw błotny. Oba gatunki są wpisane do Polskiej Czerwonej Księgi Zwierząt.
Wierni Kościoła rzymskokatolickiego należą do parafii św. Maksymiliana Kolbego w Okszowie.

## Etymologia nazwy wsi
Nazwa miejscowości Stańków została przyjęta od nazwy młyna - podobnie stało się z miejscowościami : Borysik, Kasjan, Krupiec, Leszczanka, Leśniów, Udalec. Z kolei młyn przyjął nazwę  od nazwiska Stanka, pierwszego dzierżawcy młyna i osady młyńskiej istniejącej tutaj od XV w. Według opisu zawartego w Leksykonie miejscowości powiatu Chełmskiego autorstwa Andrzeja Wawryniuka w 1540 r. wymienione są pod Chełmem trzy młyny, z których jeden jest już nazwany „Stanko". W 1545 r. młyn „stankowsky" wypuszczony zostaje w arendę za 330 zł. W następnych latach szesnastego wieku młyn i osada młyńska nazywane są „w Stanku" (1564 r.) lub „na Stanku" (1565 r.). O młynie „stanieckim o  dwóch kołach" należących do arendy zamkowej mowa jest też w 1661 r. W ciągu wieku osiemnastego młyn zwany jest „stankowskim" a osada młyńska „Stanków", by w końcu tego wieku przemienić się już na stałe w nazwę Stańków. W rękach potomków Stanka młyn pozostaje do 1696 r., gdyż dopiero wtedy od „sławetnych Stanieckich" i ich sukcesorów młyn zakupiony zostaje przez Jędrzeja Skuczko i Waśkę Szkaniuka, na których zostaje przeniesiony przez starostę Stanisława Rzewuskiego wydany wcześniej przywilej królewski na użytek młyna. Młyn wodny funkcjonował w Stańkowie do  1936 roku.

## Historia
Nazwa wsi powstałej z osadu młyńskiej Stańków (pisanej także Stanków) pojawia się w roku 1796. W roku 1827 wieś posiadała 3 domy zamieszkałe przez 20 mieszkańców, we wsi był młyn wodny. W 1916 r. wieś należała do ówczesnej gminy Krzywiczki. We wsi mieszkało wówczas 317 osób, w tym 7 Żydów.

## Zabytki
- Letnia rezydencja biskupów prawosławnych składająca się z domu murowanego, murowanej obory i pozostałości parku datowane na około 1890 rok.
- Cmentarz z I wojny światowej (XX w.)